# Werner von Rosenfeldt

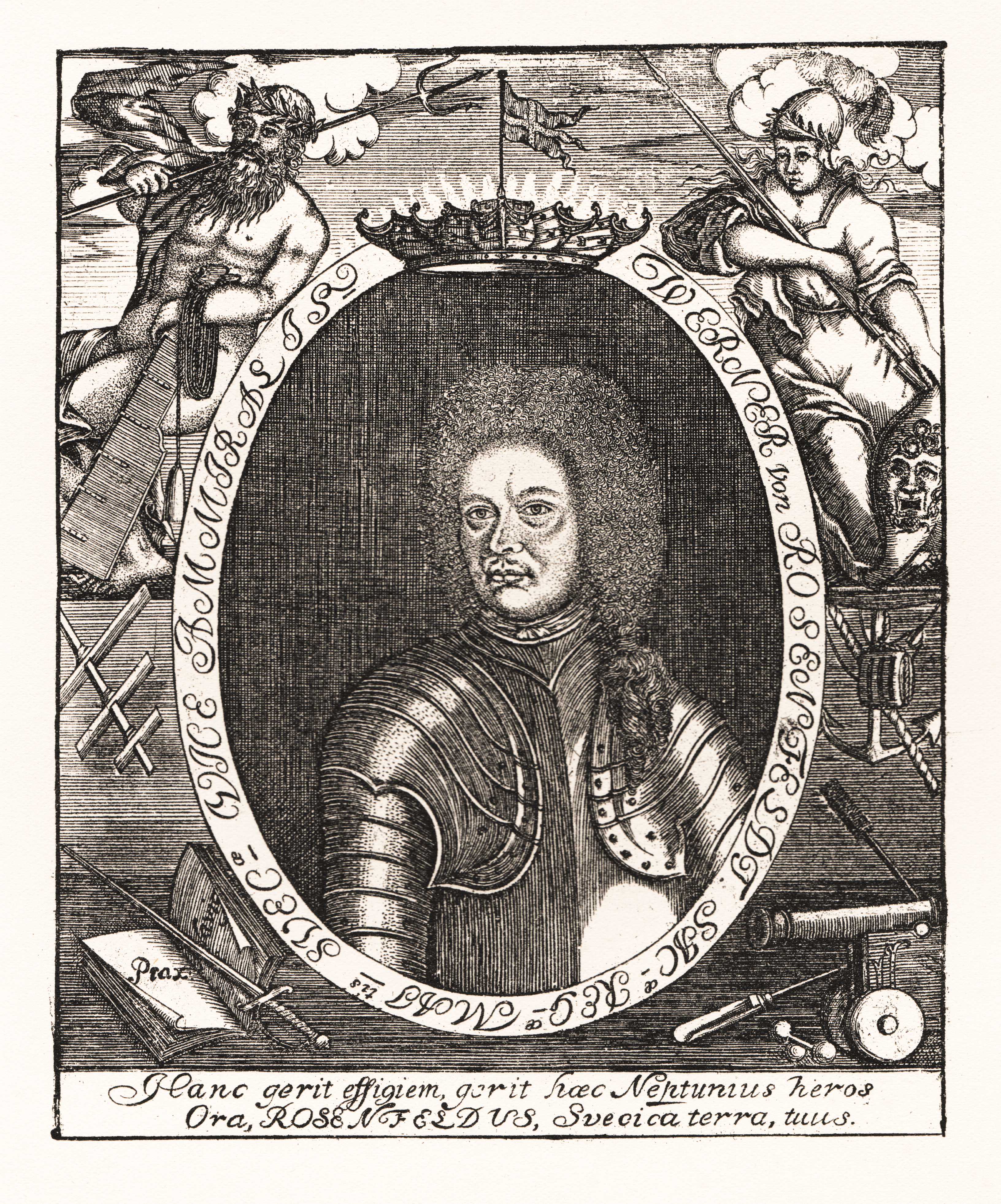
Werner von Rosenfeldt. Gravur.

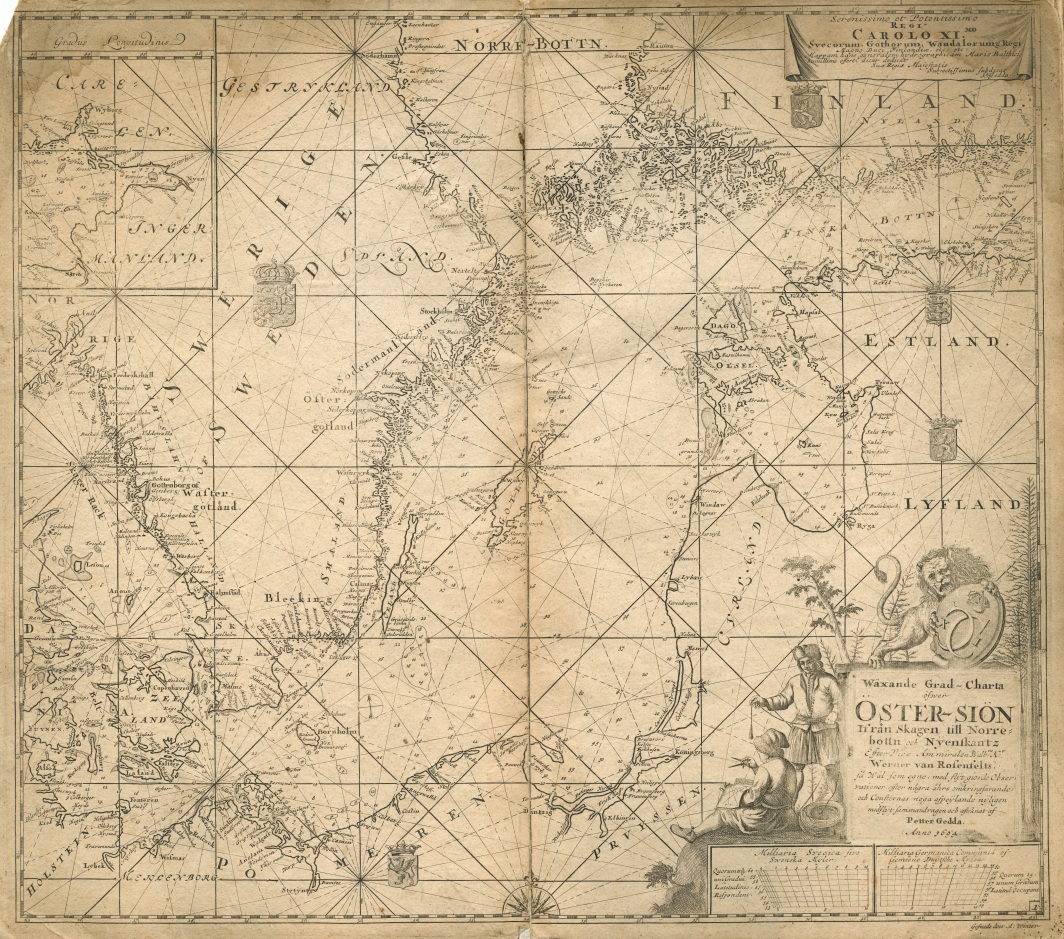
Im Auftrag von Werner von Rosenfeldt erneuerte Seekarte der Ostsee aus dem Jahre 1694

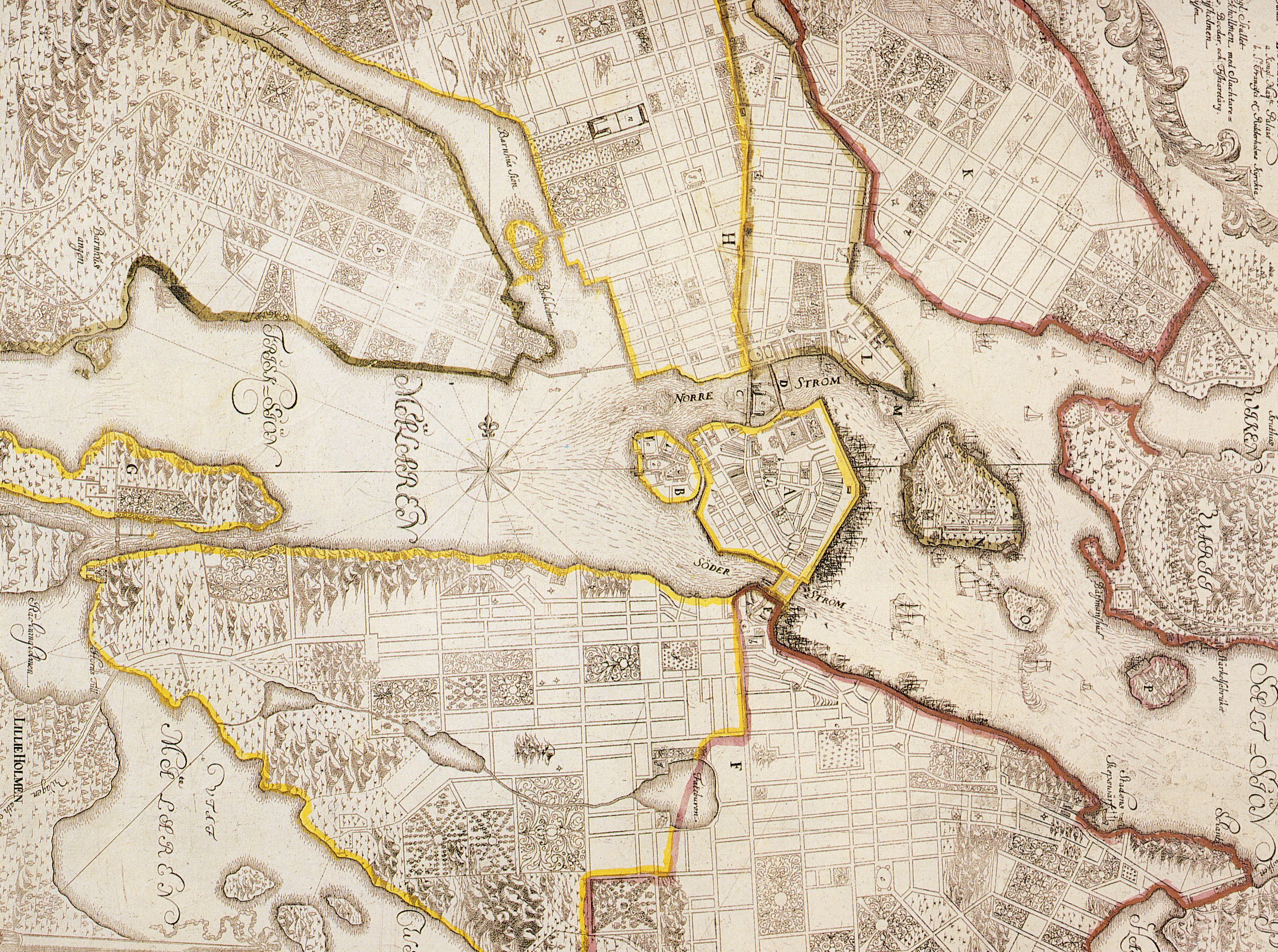
Die von Werner von Rosenfeldti angefertigte Karte von Stockholm aus dem Jahre 1702

Graf Werner von Rosenfeldt (* im November 1639 in Müntenhof, Schwedisch-Estland; † 5. Dezember 1710 in Karlskrona, geboren als Werner Reimers), war ein schwedischer Admiral während des Großen Nordischen Krieges. Außerdem war er Kartograf und Poet.

## Familie
Geboren wurde Werner von Rosenfeldt als Sohn des Schlossvoigts von Wolmar David Reimer auf dessen Anwesen in Müntenhof in Schwedisch-Estland. Sein Vater wurde im Jahre 1645 geadelt, ihm und seinen Nachfahren wurde das Recht eingeräumt, den Namen in von Rosenfeldt zu ändern.
1679 wurde von Rosenfeldt in den schwedischen Adelsstand erhoben. Verheiratet war er mit Kristina Gyllenstake. Gemeinsam hatten sie drei Töchter. Eine der Töchter heiratete den schwedischen Admiral Gustav Wattrang.
Als Werner von Rosenfeldt im Jahre 1710 starb, erlosch die männliche Blutlinie der von Rosenfeldts. Trotz anfänglicher Bedenken wegen seiner angeblich ansteckenden Krankheit, an welcher er verstorben war, wurde von Rosenfeldt im Dom zu Kalmar beerdigt.

## Militärische Laufbahn
In die schwedische Marine trat er im Jahre 1658 ein. Werner von Rosenfeldt wurde 1660 zum Unterleutnant in der Admiralität ernannt. Sechs Jahre später wurde er zum Oberstleutnant und in der Folge zügig zum Kommandanten (1673) und Major (1676) befördert. Für seine Tapferkeit in der Seeschlacht bei Bornholm am 25. Mai 1676 wurde er zum Admiralsleutnant ernannt. Vizeadmiral (1680) und zum Admiral (1700) befördert. Im selben Jahr wurde von Rosenfeldt zum Holmadmiral ernannt, dem dritthöchsten Marinerang im damaligen Schweden. Des Weiteren wurde er mit der Aufsicht über alle Steuermänner der schwedischen Marine ernannt.
Werner von Rosenfeldt nahm auch an der Seeschlacht in der Køgebucht im Jahre 1677 teil. Die Schlacht fand während des Schonischen Krieges statt. Die schwedische Marine wurde von der dänischen Flotte geschlagen und die Schweden verloren ihre Vormachtstellung innerhalb der Ostsee.
In den Jahren 1677 bis 1679 leitete von Rosenfeldt die Nachschubkonvois von Karlskrona nach Rügen.
Nach dem Ende des Schonischen Krieges setzte sich von Rosenfeldt für die Aufrüstung der schwedischen Flotte ein. Des Weiteren wurden in seinem Auftrag neue hydrographische Karten der Ostsee und des Kattegat angefertigt. Diese wurden unter dem Namen des Kapitän-Steuermann Pehr Gäddas in Holland gedruckt.

## Kartographie und Poesie
Im Jahre 1702 fertigte von Rosenfeldt eine detaillierte Karte der schwedischen Hauptstadt Stockholm. Während seiner Zeit in der Marine schrieb von Rosenfeldt mehrere Gedichte und Verse. 1686 veröffentlichte er Den Vaaksammes roo und eller lustige leedsamhet.
Im Jahre 1702 veröffentlichte er ein Liebesgedicht über die schwedische Hauptstadt Stockholm.